# Liste des plus hauts gratte-ciel de Wuhan
Cet article dresse une liste des plus hauts gratte-ciel de Wuhan, en Chine. Depuis la construction du Xunlimen Hotel en 1989, plus de 200 gratte-ciel (immeuble de  100 mètres de hauteur et plus) ont été construits à Wuhan du fait du développement très rapide de la ville.

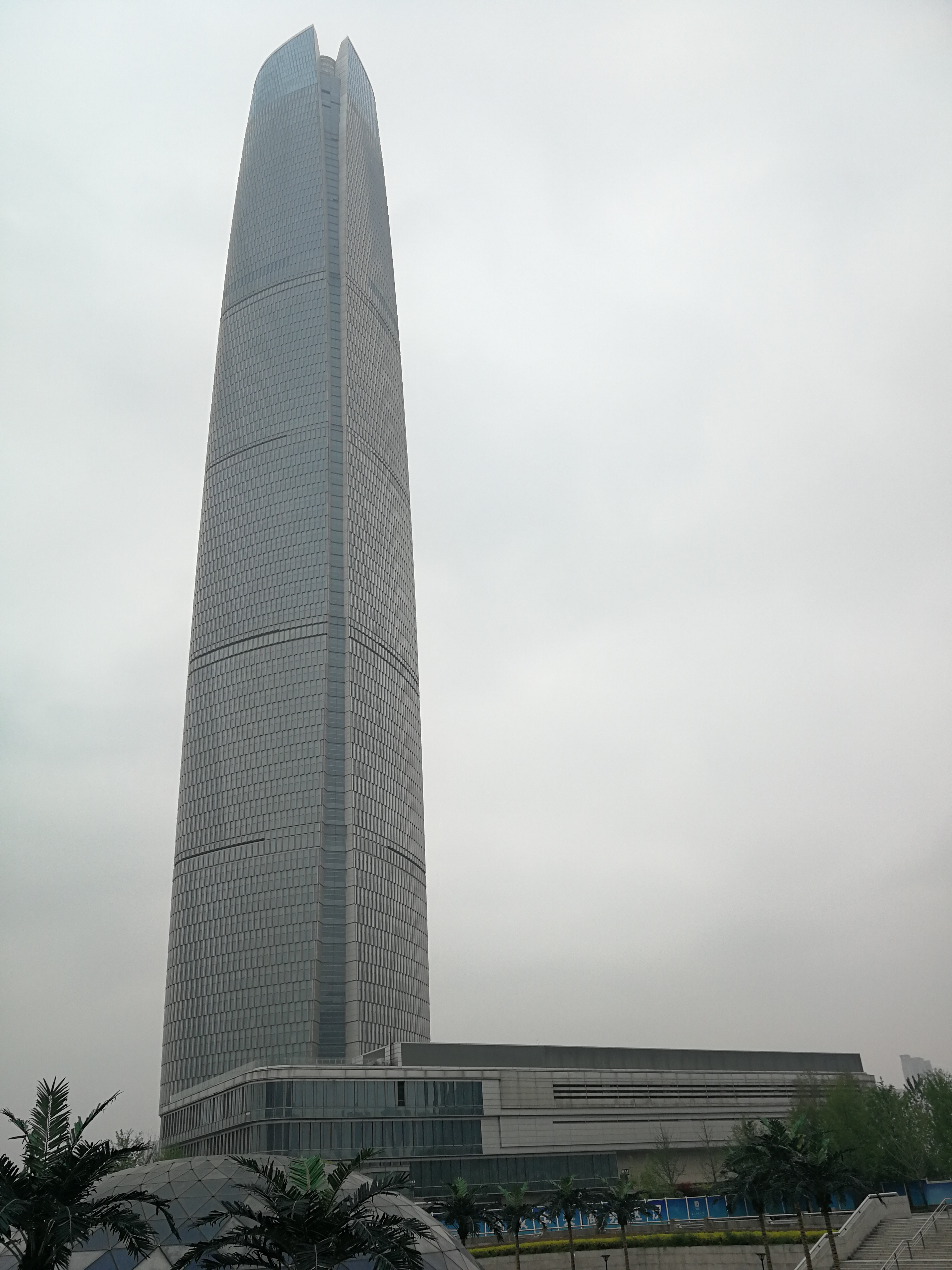
Wuhan Center

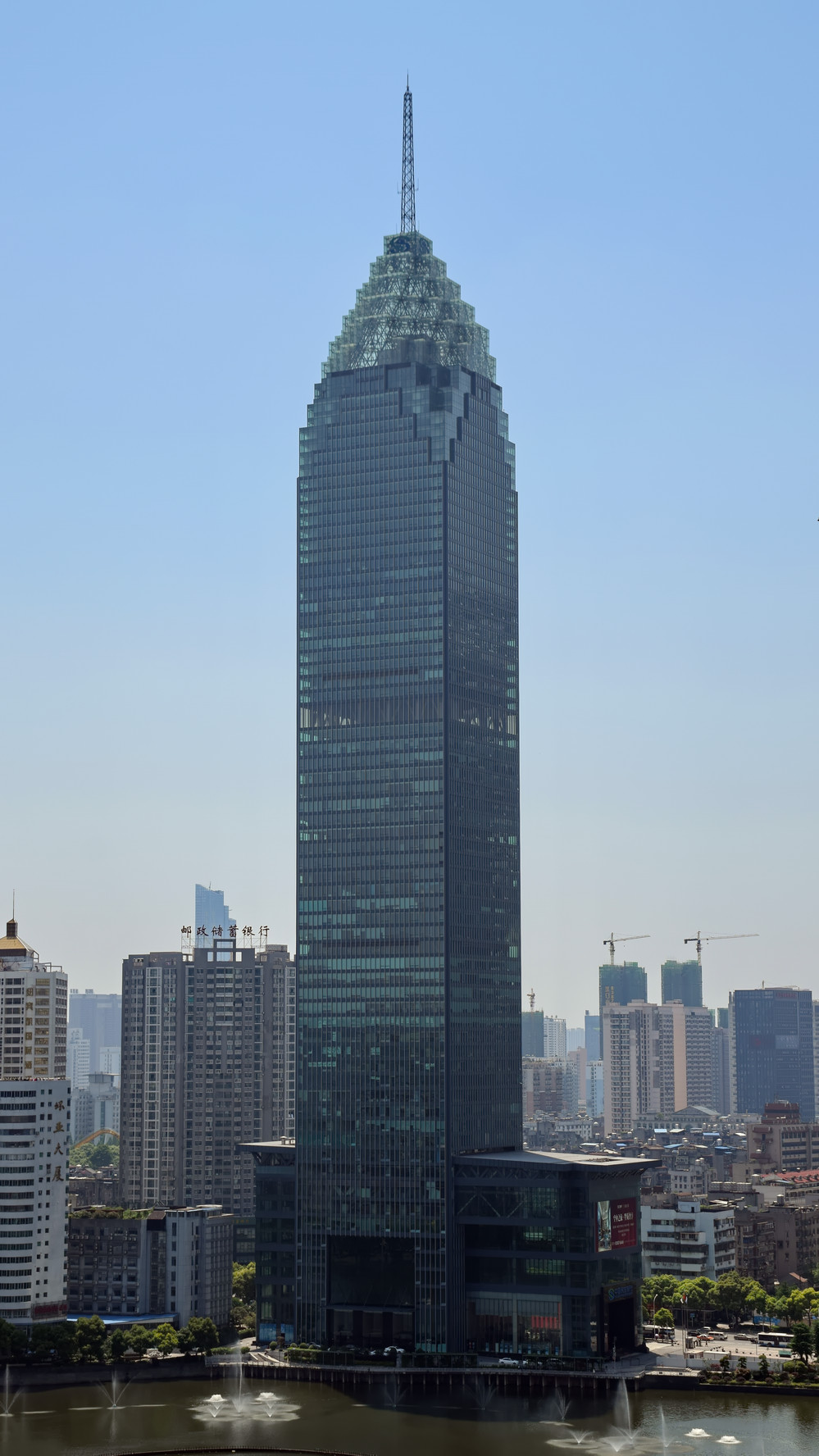
Minsheng Bank Building

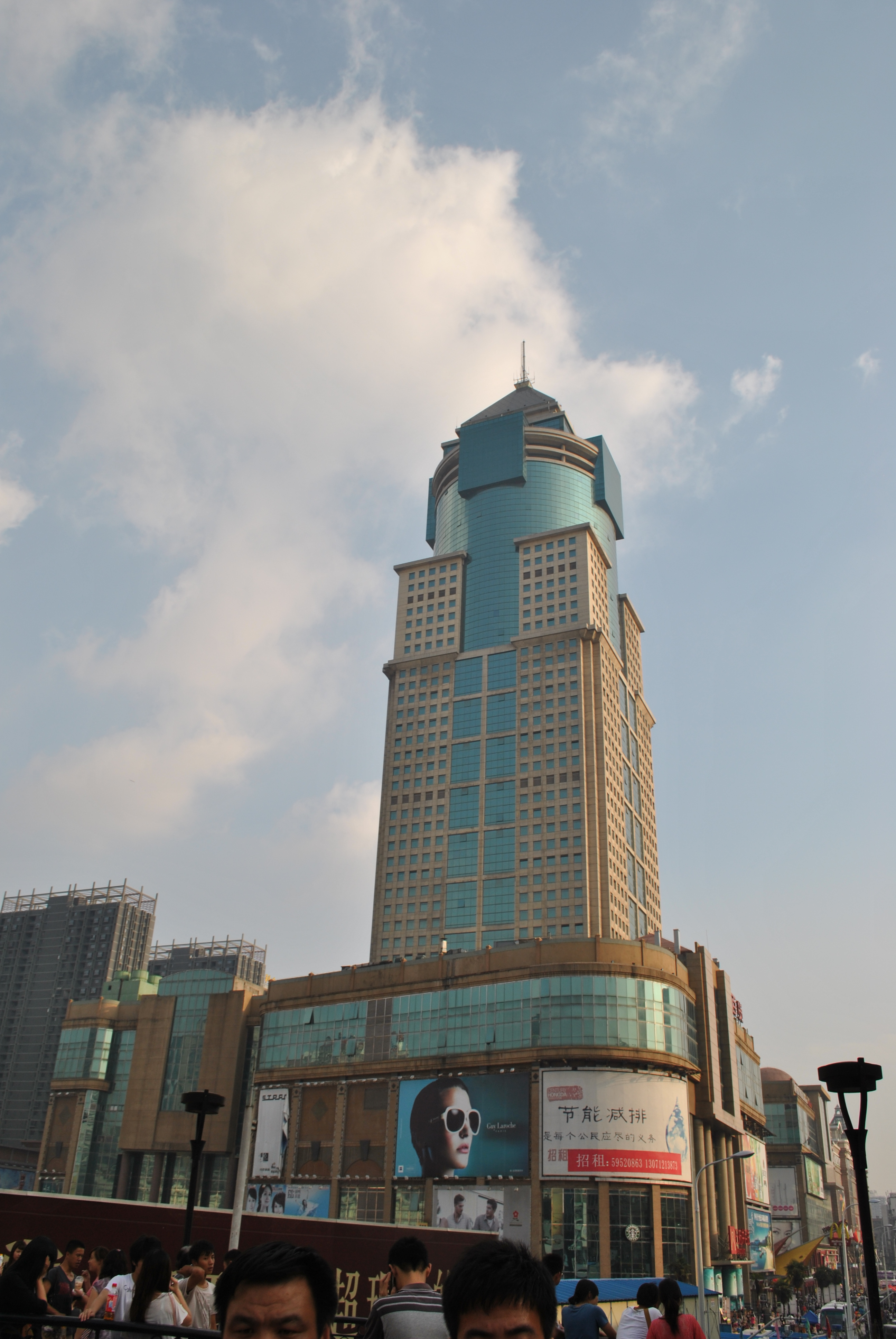
Jiali Plaza

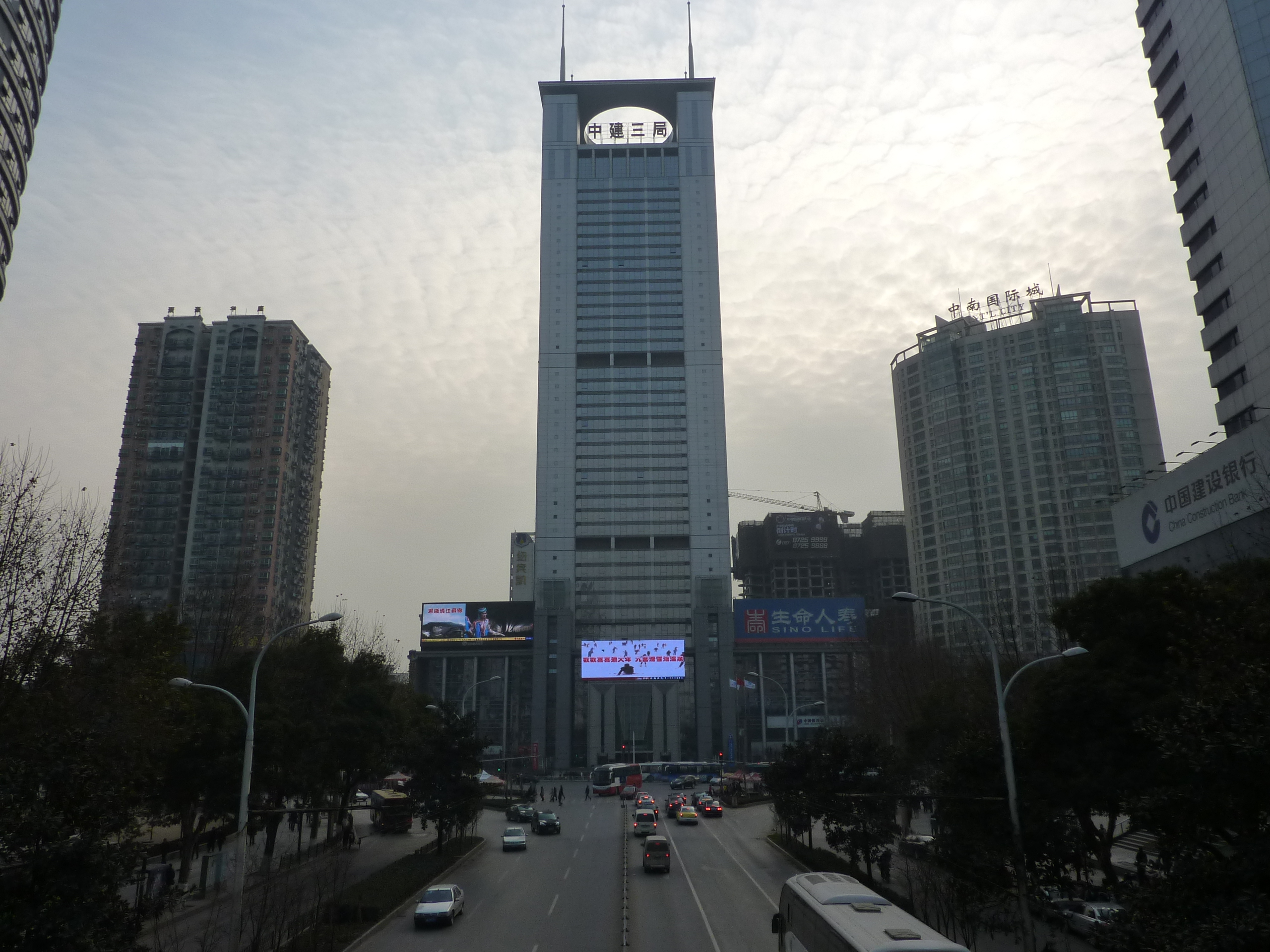
New Times Business Center

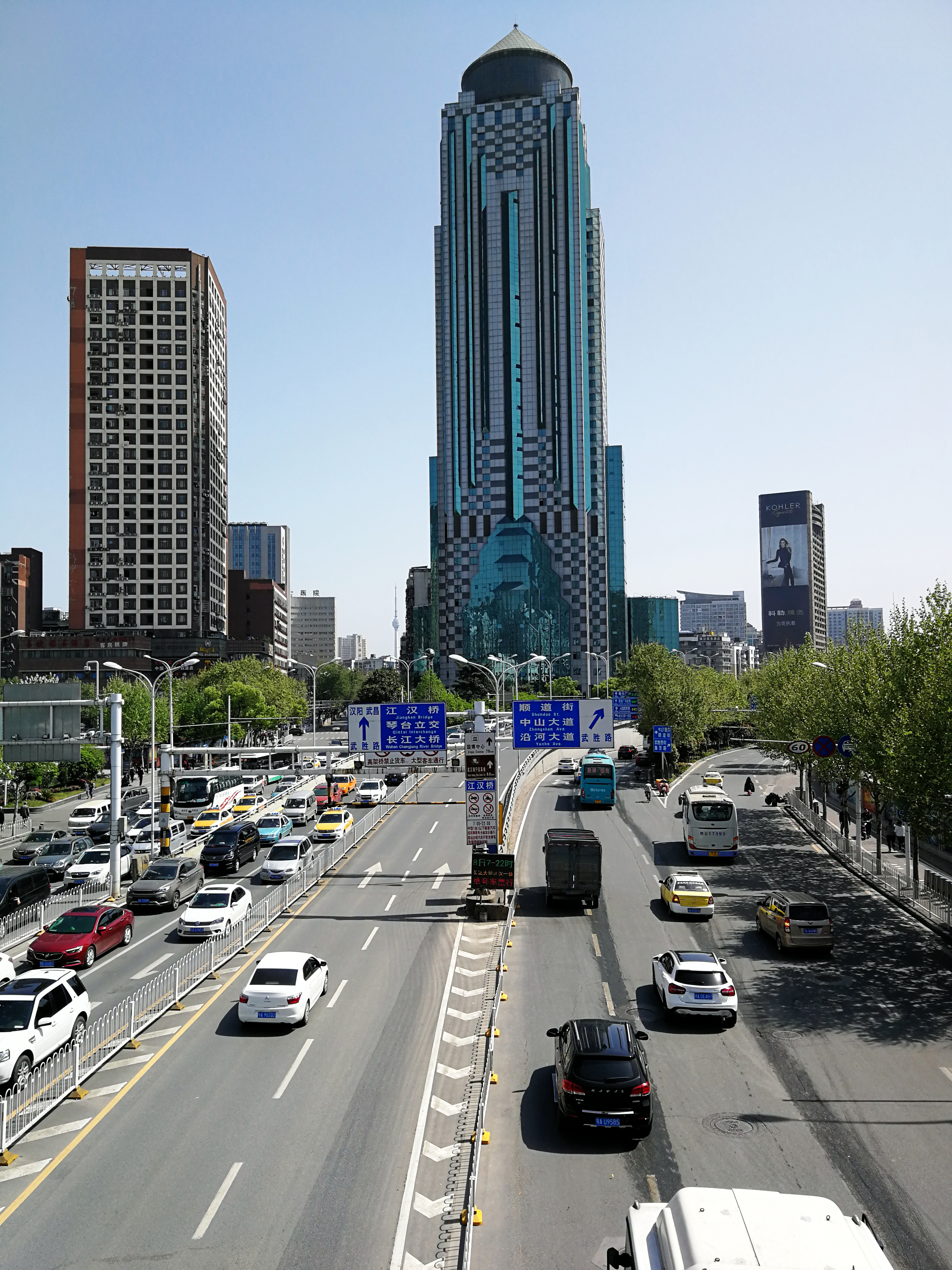
Truroll Plaza

## Gratte-ciel construits
Classement actualisé en janvier 2023
| Rang | Nom                                          | Hauteur | Étages | Année |
| ---- | -------------------------------------------- | ------- | ------ | ----- |
| 1    | Wuhan Center                                 | 438 m   | 88     | 2018  |
| 2    | Minsheng Bank Building                       | 331 m   | 68     | 2008  |
| 3    | Yuexiu Fortune Center Tower 1                | 330 m   | 68     | 2016  |
| 4    | Tianyue Xinchen Tower 1                      | 275,3 m | 43     | 2018  |
| 5    | Wuhan World Trade Tower                      | 273 m   | 58     | 1998  |
| 6    | Hongren Fortune Center                       | 264,6 m | 47     | 2016  |
| 7    | PTJ International Finance Center             | 264 m   | 56     | 2014  |
| 8    | Jiali Plaza                                  | 251 m   | 61     | 1997  |
| 9    | Changjiang Media Tower                       | 243 m   | 49     | 2016  |
| 10   | Greatwall Tower 1                            | 240 m   | 40     | 2016  |
| 11   | Wuhan International Financial Plaza          | 237 m   | 51     | 2016  |
| 12   | 1818 Center                                  | 232 m   | 42     | 2015  |
| 13   | Changchenghui Tower 1                        | 228 m   | 43     | 2016  |
| 13   | Eurasia Square A                             | 228 m   | 45     | 2016  |
| 13   | Huacheng                                     | 228 m   | 51     | 2016  |
| 16   | Guangdong Development Bank Building          | 218,5 m | 51     | 2014  |
| 17   | Zhejiang International Building              | 216 m   | 48     | 2014  |
| 18   | New World Trade Tower                        | 212 m   | 55     | 2003  |
| 18   | Kanlong Taizi Hotel                          | 212 m   | 48     | 2017  |
| 18   | Poly Cultural Plaza                          | 212 m   | 46     | 2012  |
| 21   | Jiang Shang Office Building                  | 210 m   | 42     | 2016  |
| 21   | Coastal Water Building 1                     | 210 m   | 41     | 2016  |
| 23   | Wuhan Times Square Tower                     | 208 m   | 56     | 2007  |
| 23   | Jian Yin Tower A                             | 208 m   | 52     | 1998  |
| 23   | New Times Business Center                    | 208 m   | 48     | 2007  |
| 26   | Hanjiang International Tower                 | 207 m   | 41     | 2014  |
| 27   | Castle Peak Garden                           | 206 m   | 45     | 2017  |
| 28   | Chang Hang Building                          | 202 m   | 42     | 2001  |
| 29   | China Oceanwide International Center Tower 1 | 200 m   | 46     | 2016  |
| 29   | Aerospace Mansion                            | 193 m   | 56     | 2014  |
| 29   | Fuxing Fitch Foley Center 4                  | 193 m   | 39     | 2016  |
| 29   | Wuhan Starry Winking Residential Tower 4     | 193 m   | 61     | 2016  |
| 29   | Wuhan Starry Winking Residential Tower 8     | 193 m   | 61     | 2015  |
| 33   | Riverview Plaza Tower A3                     | 190 m   | 34     | 2016  |
| 34   | Shimao Splendid Yangtze River North          | 189 m   | 54     | 2008  |
| 34   | Building at Yingwu Levee                     | 189 m   | 52     | 2015  |
| 34   | Rongqiao Yue 1                               | 189 m   | 51     | 2018  |
| 34   | Rongqiao Yue 2                               | 189 m   | 51     | 2018  |
| 38   | Wanda Center                                 | 188 m   | 43     | 2011  |
| 39   | Wuhan Plaza Office Tower                     | 186 m   | 48     | 1997  |
| 40   | Lake Pieces C1                               | 184 m   | 44     | 2015  |
| 40   | Lake Pieces C2                               | 184 m   | 44     | 2015  |
| 40   | Lake Pieces C3                               | 184 m   | 44     | 2015  |
| 40   | Zhengtang Complex A                          | 184 m   | 41     | 2017  |
| 44   | Yuexiu Xinghui Jun Park A                    | 181 m   | 35     | 2016  |
| 45   | Jiang Shang R1                               | 180 m   | 57     | 2016  |
| 45   | Jiang Shang R1                               | 180 m   | 57     | 2016  |
| 45   | Jiang Shang R2                               | 180 m   | 57     | 2016  |
| 45   | Jiang Shang R4                               | 180 m   | 57     | 2016  |
| 45   | Jiang Shang R5                               | 180 m   | 57     | 2016  |
| 45   | Jiang Shang R6                               | 180 m   | 57     | 2016  |
| 45   | Jiang Shang R7                               | 180 m   | 57     | 2016  |
| 45   | Jiang Shang R8                               | 180 m   | 57     | 2016  |
| 45   | Jiang Shang R9                               | 180 m   | 57     | 2016  |
| 45   | Jiang Shang R10                              | 180 m   | 57     | 2016  |
| 45   | MediaTek International                       | 180 m   | 41     | 2016  |
| 45   | Zhonghaiqin Taiwan Office Building           | 180 m   | 34     | 2015  |
| 45   | Rongzhong International                      | 180 m   | 34     | 2014  |
| 58   | Zhongshang Plaza                             | 179 m   | 47     | 1998  |
| 58   | Huijin Center A                              | 179 m   | 32     | 2015  |
| 58   | Hanyang City A                               | 179 m   | 54     | 2016  |
| 61   | Pure Waterfront 1                            | 178 m   | 57     | 2014  |
| 61   | Pure Waterfront 2                            | 178 m   | 57     | 2014  |
| 61   | Fuxing Huiyu Waterfront Star City Tower 1    | 178 m   | 54     | 2010  |
| 61   | Fuxing Huiyu Waterfront Star City Tower 2    | 178 m   | 54     | 2010  |
| 65   | Truroll Plaza                                | 176 m   | 47     | 1996  |
| 65   | Rongqiao Town K3 R9                          | 175 m   | 47     | 2017  |
| 65   | Rongqiao Town K3 R10                         | 175 m   | 47     | 2016  |
| 65   | Rongqiao Town K3 R11                         | 175 m   | 47     | 2017  |
| 65   | Rongqiao Town K3 R13                         | 175 m   | 47     | 2017  |
| 65   | Wolong Ink Lake R3                           | 175 m   | 47     | 2015  |
| 65   | Wolong Ink Lake R5                           | 175 m   | 47     | 2015  |
| 65   | Green New City 1                             | 175 m   | 54     | 2014  |
| 65   | Wuhan Splendid Yangtze 1                     | 175 m   | 54     | 2011  |
| 65   | Wuhan Splendid Yangtze 6                     | 175 m   | 54     | 2014  |
| 65   | Hubei Energy Dispatching Building            | 175 m   | 39     | 2016  |
| 65   | Gloria Town Square                           | 175 m   | 40     | 2016  |
| 77   | Shimao Splendid Yangtze Two A                | 173 m   | 54     | 2010  |
| 77   | Shimao Splendid Yangtze Two B                | 173 m   | 54     | 2010  |
| 77   | Shimao Splendid Yangtze Two C                | 173 m   | 54     | 2010  |
| 77   | Vanke Junlan Hotel A                         | 173 m   | 50     | 2015  |
| 81   | Wuhan Splendid Yangtze 4                     | 172 m   | 53     | 2014  |
| 81   | Wuhan Splendid Yangtze 5                     | 172 m   | 53     | 2014  |
| 84   | Rongqiao Yue 3                               | 171 m   | 46     | 2018  |
| 84   | Rongqiao Yue 4                               | 171 m   | 46     | 2018  |
| 84   | Rongqiao Yue 5                               | 171 m   | 46     | 2018  |
| 84   | Rongqiao Yue 6                               | 171 m   | 46     | 2018  |
| 84   | MediaTek International R1                    | 171 m   | 46     | 2015  |
| 84   | MediaTek International R2                    | 171 m   | 46     | 2015  |
| 84   | MediaTek International R3                    | 171 m   | 46     | 2015  |
| 84   | Jiyu Bridge Street Building 1                | 171 m   | 46     | 2015  |
| 84   | Jiyu Bridge Street Building 2                | 171 m   | 46     | 2015  |
| 84   | Poly International Center                    | 171 m   | 39     | 2016  |
| 84   | Wuhan Starry Winking Residential Tower 1     | 171 m   | 55     | 2015  |
| 84   | Wuhan Starry Winking Residential Tower 2     | 171 m   | 55     | 2015  |
| 84   | Wuhan Starry Winking Residential Tower 3     | 171 m   | 55     | 2015  |
| 84   | Longyang R5                                  | 171 m   | 46     | 2015  |
| 84   | Longyang R12                                 | 171 m   | 46     | 2015  |
| 84   | Wuhan Starry Winking Residential Tower 5     | 171 m   | 46     | 2015  |
| 84   | Wuhan Starry Winking Residential Tower 6     | 171 m   | 46     | 2015  |
| 84   | Wuhan Starry Winking Residential Tower 7     | 171 m   | 46     | 2015  |
| 102  | Xiu International City 10                    | 170 m   | 41     | 2017  |
| 102  | Shimao Yangtze River C3 4                    | 170 m   | 57     | 2016  |
| 102  | Shimao Yangtze River C3 5                    | 170 m   | 57     | 2016  |
| 102  | Shimao Yangtze River C2 6                    | 170 m   | 57     | 2016  |
| 102  | Shimao Yangtze River C2 7                    | 170 m   | 57     | 2016  |
| 102  | Shimao Yangtze River C2 9                    | 170 m   | 57     | 2017  |
| 102  | Shimao Yangtze River C2 1                    | 170 m   | 57     | 2016  |

## Bâtiments en construction
Classement actualisé le 15 janvier 2023
| Rang | Nom                                       | Hauteur | Étages | Construction |
| ---- | ----------------------------------------- | ------- | ------ | ------------ |
| 1    | Wuhan CTF Finance Center                  | 648 m   | 121    | 2018-2022    |
| 2    | Wuhan Greenland Center                    | 475.6 m | 97     | 2012-2022    |
| 3    | Riverview Plaza A1                        | 436 m   | 73     | 2013-2020    |
| 4    | Heartland 66 Office Tower                 | 339 m   | 60     | 2015-2020    |
| 5    | Wuhan Yangtze River Shipping Center       | 330 m   | 65     | 2014-2020    |
| 6    | Wuhan Tiandi Park Place Office Tower 1    | 283 m   | 66     | 2015-?       |
| 7    | Yulong International Financial Plaza      | 262 m   | 55     | 2016-2020    |
| 8    | Bank of China Hubei Province Headquarters | 240 m   | 42     | 2014-2018    |
| 9    | Optical Valley New World                  | 220 m   | ?      | 2015-2018    |
| 10   | Heartland 66 Tower SA3                    | 206,2 m | 47     | 2015-2020    |

## Bâtiments en projet
Classement actualisé le 15 janvier 2023
| Rang | Nom                                           | Hauteur | Étages | Conception |
| ---- | --------------------------------------------- | ------- | ------ | ---------- |
| 1    | SUNAC Center                                  | 470 m   | 103    | 2017       |
| 2    | Wuhan World Trade Center                      | 438 m   | 86     | 2013       |
| 3    | Greenland Optics Valley Center Landmark Tower | 400 m   | 82     | 2022       |
| 4    | Qiaokou Hang Lung Plaza Tower 1               | 306 m   | 62     | 2013       |
| 5    | Qintai International Tower                    | 248 m   | 46     | 2012       |